# Dugda Dawa
Dugda Dawa (parfois orthographié « Dugida Dawa ») est un woreda de la zone Ouest Guji de la région Oromia, en Éthiopie. Il  a  147 327 habitants en 2007. Son centre administratif est Foncha.

## Situation
Limitrophe de la région des nations, nationalités et peuples du Sud (RNNPS) et de la zone Guji de la région Oromia, Dugda Dawa occupe la frange sud de la zone Ouest Guji.
|               | Bule Hora   | Malka Soda       |
| Burji (RNNPS) | Dugda Dawa, | Saba Boru (Guji) |
|               | Yabelo      | Arero            |

Son centre administratif, Foncha,, qui s'appelle également Finchawa ou Finch'awa sur les cartes, se trouve vers 1 600 m d'altitude, une trentaine de kilomètres au sud de Bule Hora sur la route d'Addis-Abeba à Nairobi.

## Histoire
Subdivision de l'ancien woreda Hagere Mariam, le woreda Dugda Dawa est créé probablement en 2007 et se rattache à la zone Borena jusqu'à la création de la zone Ouest Guji.

## Population
Le recensement national de 2007 fait état d'une population totale de 147 327 habitants pour ce woreda, dont 4 % de population urbaine.
Avec 5 560 habitants, Foncha est la seule localité urbaine du woreda.
La majorité des habitants (70 %) sont protestants, 22 % sont de religions traditionnelles africaines, 5 % sont musulmans et 1 % sont orthodoxes.
En 2022, sa population est estimée à 209 712 personnes avec une densité de population de 54 personnes par km2 et 3 864 km2 de superficie.